# Richnava (potok)
Richnava je potok na středním Pohroní, na území okresů Banská Štiavnica a Žarnovica. Je to levostranný přítok Hronu, dlouhý 13,2 km a je tokem III. řádu. 

## Průběh toku
Vytéká z Richňavského jezera v Štiavnických vrších v nadmořské výšce kolem 725 m, jihozápadně od obce Štiavnické Bane. Nejprve teče jihozápadním směrem, vzápětí se stáčí na západ a po přibrání přítoku z jihovýchodního svahu Vtáčnika (695,2 m n. m.) na severozápad. Protéká údolím Richnava, kde postupně přibírá několik přítoky: zleva z oblasti obce Košiarská a při osadě Dolní mlýn (434,6 m n. m.) od Muráně 
(651,1 m n. m.), zprava od Trstené  (650,9 m n. m.), následně zleva potoky Zlatno a Suchá Voznica, přítok ze severního svahu Velkého Žiar (855,8 m n. m.), ze severního svahu Drastavice (834,2 m n. m.) a z doliny Vtáčnik. Nakonec vstupuje do Žiarské kotliny, do podcelku Žarnovické podolie, kde protéká obcí Voznica. Na severním okraji jejího intravilánu ústí v nadmořské výšce kolem 206,5 m do Hronu.